# Рајт (Флорида)
Рајт (енгл. Wright) насељено је место без административног статуса у америчкој савезној држави Флорида.

## Демографија
По попису из 2010. године број становника је 23.127, што је 1.43 (6,6%) становника више него 2000. године.
| Група             | 2000.          | 2010.          |
| Белци             | 15.861 (73,1%) | 14.815 (64,1%) |
| Афроамериканци    | 3.045 (14,0%)  | 3.590 (15,5%)  |
| Азијати           | 738 (3,4%)     | 984 (4,3%)     |
| Хиспаноамериканци | 1.136 (5,2%)   | 2.718 (11,8%)  |
| Укупно            | 21.697         | 23.127         |